# 富海站 (日本)
富海站（日语：／ Tonomi eki */?）是位於山口縣防府市大字富海，西日本旅客鐵道（JR西日本）山陽本線的車站。此站為難讀車站名稱之一。

## 歷史
- 1898年（明治31年）3月17日 - 山陽鐵道 德山站至三田尻站（現時為防府站）之間開業，此站啟用。
  - 當時車站地址是山口縣佐波郡富海村（日语：富海村）。
- 1906年（明治39年）12月1日 - 山陽鐵道國有化（日语：鉄道国有法），成為官設鐵道車站。
- 1909年（明治42年）10月12日 - 制定路線名稱。成為山陽本線車站。
- 1954年（昭和29年）4月1日 - 富海村編入至防府市，車站地址是現址。
- 1962年（昭和37年）9月1日 - 終止貨物起卸業務。
- 1987年（昭和62年）4月1日 - 伴隨國鐵分割民營化，車站由西日本旅客鐵道（JR西日本）營運。
- 2018年（平成30年）
  - 7月6日 - 發生2018年7月西日本豪雨使車站暫停服務。
  - 8月1日 - 德山站至新山口站之間重開[1]。

## 車站構造
車站是一座地面車站，設有2面2線的相對式月台，兩路軌之間設有沒有月台的中線。車站大樓位於新山口方向的月台側邊，並設有跨線橋連接德山方向月台。中線於新山口方向連接下行路軌，德山方向連接上行路軌，現時沒有列車使用。
此站由德山地域鐵道部管理，為無人車站。在車站內設有郵筒（日本郵便防府郵局）和自動販賣機。

### 月台
| 月台 | 路線      | 上下行 | 方向                   |
| ---- | --------- | ------ | ---------------------- |
| 1    | ■山陽本線 | 下行   | 防府、新山口、下關方向 |
| 3    | ■山陽本線 | 上行   | 德山、岩國方向         |

- 在月台上沒有月台編號牌，在車站大樓內的地圖顯示了月台編號。另外，在列車運輸指令上，中線為2號線。

## 使用狀況
以下為近年1日平均乘車人次列表：
| 乘車人次變化 | 乘車人次變化    |
| 年度         | 1日平均乘車人次 |
| ------------ | --------------- |
| 1999         | 406             |
| 2000         | 385             |
| 2001         | 366             |
| 2002         | 368             |
| 2003         | 339             |
| 2004         | 336             |
| 2005         | 310             |
| 2006         | 298             |
| 2007         | 278             |
| 2008         | 262             |
| 2009         | 249             |
| 2010         | 249             |
| 2011         | 248             |
| 2012         | 225             |
| 2013         | 228             |
| 2014         | 222             |
| 2015         | 230             |
| 2016         | 212             |
| 2017         | 193             |
| 2018         | 193             |

## 車站周邊
此站位於富海地區（前富海村）中心部分。富海三面環山，南面為海的地區，距離防府市中心一山之隔。由南沙織與森高千里主唱的「17歲」（作詞：有馬三恵子）中歌詞（沒有人的大海）是形容此站附近的富海海灘。
- 大平山（日语：大平山 (防府市)）（從車站步行至山頂需時約2小時30分）
- 富海海灘
- 富海郵局
- 防府市立富海中學
- 防府市立富海小學
- 防府春日神社
- 國道2號
- 西國街道（舊山陽道）

## 相鄰車站
西日本旅客鐵道
■山陽本線
戶田－富海－防府

## 注腳
1. ↑  . 朝日新聞. 2018-07-08  [2020-03-30]. （原始内容存档于2018-07-16）.
2. ↑  山口縣統計年鑑
3. ↑  . 讀賣新聞. 2019-07-07  [2019-07-28]. （原始内容存档于2019-07-27）.

## 外部連結
- 富海｜車站資訊：JR出門網 - 西日本旅客鐵道